# Trépail
Trépail ist eine französische Gemeinde  im Département Marne in der Region Grand Est mit einer Fläche von 837 ha und 434 Einwohnern (Stand: 1. Januar 2022). Sie gehört zum Arrondissement Reims und liegt am östlichen Rand der Montagne de Reims und im Regionalen Naturpark Montagne de Reims. Trépail liegt auf halbem Weg zwischen Reims und Châlons-en-Champagne (Entfernung jeweils 20 Kilometer).
In der Umgebung wird Weinbau betrieben. Mit der privat geführten Einrichtung „Pré en Bulles“ bietet der Ort eine Mischung aus Hotel, Kultur- und Veranstaltungszentrum für Weintourismus und Museum.

## Bevölkerungsentwicklung
| Jahr                       | 1962 | 1968 | 1975 | 1982 | 1990 | 1999 | 2010 | 2018 |
| Einwohner                  | 502  | 521  | 505  | 463  | 435  | 462  | 433  | 430  |
| Quellen: Cassini und INSEE |      |      |      |      |      |      |      |      |

## Sehenswürdigkeiten

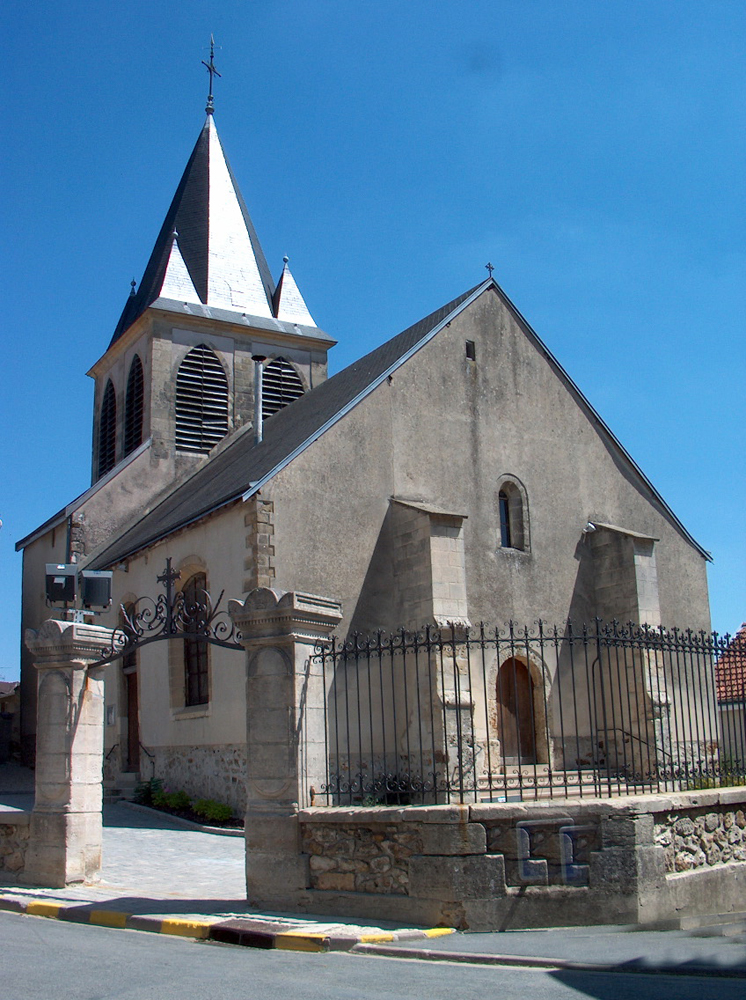
Kirche Saint-Martin

- Kirche Saint-Martin
- Waschplatz

## Persönlichkeiten
- Louis Jean Nicolas Abbé (1764–1834), General